# Дрон-метал
Дрон-метал або дроун-дум— це піджанр хеві-металу, який об'єднує повільний ритм і масивне звучання дум-металу з протяжними, монотонними звуками, характерними для дроун-музики. Іноді цей стиль відносять також до пост-металу або експериментального металу.

## Характеристики
Зазвичай у дрон-металі електрогітара звучить із вираженим ревербераційним ефектом або аудіофідбеком. Вокал може бути як присутнім, так і повністю відсутнім. Композиціям часто притаманна відсутність звичного ритму, а їх тривалість зазвичай значна. У статті для The New York Times письменник Джон Рей описав досвід прослуховування дрон-металу як поєднання індійської раги з відчуттями під час землетрусу. Він також зазначив: «Важко уявити собі музику, яка була б ще важчою або, якщо вже на те пішло, повільнішою». Засновники жанру — гурт Sunn O))) — порівнюють свій стиль із звуковою скульптурою. А дослідник Ян Тумлір звертає увагу на характерний глибокий інфразвуковий басовий гул, відомий як «коричневий шум».

## Історія

### Попередники
Витоки гітарних ефектів, характерних для раннього дрону, можна простежити ще з епохи краут-року — зокрема, в альбомі Cluster II гурту Cluster (1972), а також у період становлення нойз-року та індастріал-музики, наприклад у Metal Machine Music Лу Ріда (1975) та Stahlwerksynfonie гурту Die Krupps (1981).

### 1990-ті роки

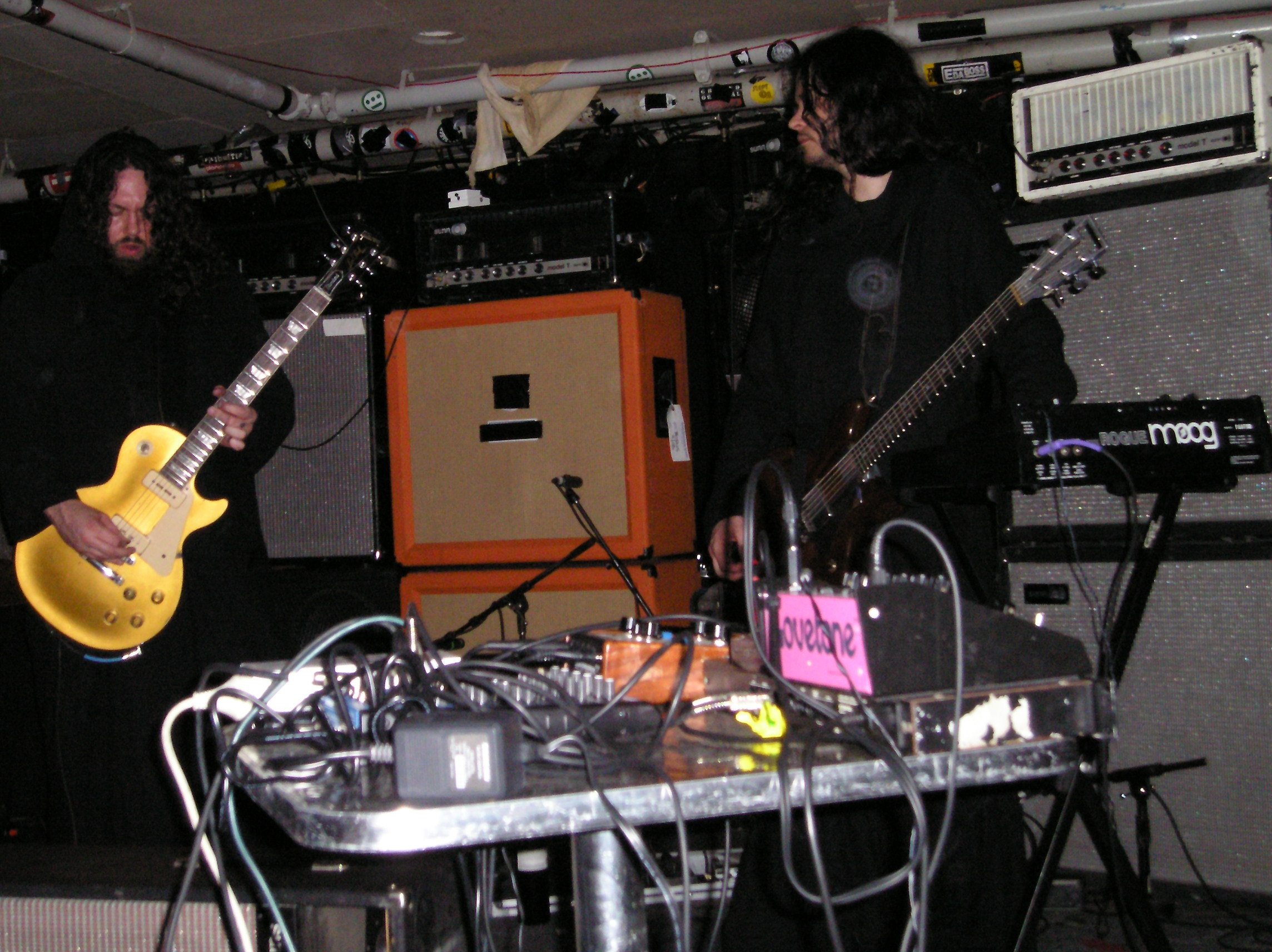
Sunn O))) на Близькому Сході у 2006 році

Першопрохідцем дрон-металу вважається гурт Earth з Олімпії, штат Вашингтон, заснований у 1989 році мінімалістичним музикантом Діланом Карлсоном. Їхній стиль описують як «мінімалістичний пост-гранж». Earth надихався сладж-металом Melvins, а також мінімалістичною музикою Ла Монте Янга, Террі Райлі та Тоні Конрада. Продовжив розвиток жанру гурт Burning Witch, створений Стівеном О'Меллі через п'ять років у Сіетлі — вони додали до звучання нестандартний вокал і аудіофідбек. Спочатку вони співпрацювали з відомим лейблом пауервіолансу Slap-a-Ham. Наступний проєкт О'Меллі — Sunn O))), який початково замислювався як омаж Earth, став ключовим рушієм популяризації дрон-металу в сучасності. Значний вплив на жанр мав і гурт Godflesh. Паралельно з сіетлськими колективами свій варіант дрон-металу розвивали японські гурти — Boris з Токіо та Corrupted з Осаки.

### 2000-ті роки
Серед відомих представників дроун-металу, які з'явилися на початку XXI століття, вирізняються такі гурти, як Nadja (Торонто), Locrian (США), Jesu (Велика Британія), Black Boned Angel (Веллінгтон, Нова Зеландія), Khanate (Нью-Йорк), Ocean (Портленд, Мен), Growing (Нью-Йорк), KTL (Вашингтон/Лондон), Ascend та Eagle Twin (США), Teeth of Lions Rule the Divine (Ноттінгем, Англія), Conan (Ліверпуль, Англія) і Moss (Саутгемптон, Англія). У цьому жанрі також працюють шумові музиканти, зокрема Кевін Драмм та Орен Амбарчі. Вагомий внесок зробив і композитор Ріс Чатем із проєктом Essentialist, у якому намагається «віднайти апріорну сутність хеві-металу, зводячи його до елементарних акордових структур».

## Зв'язки з іншими видами мистецтва
Стівен О'Меллі з Sunn O))) брав участь у створенні інсталяції разом із художницею Бенкс Віолетт, яка провела паралелі між дроун-металом і мінімалізмом Дональда Джадда. Історик мистецтва Ян Тумлір, своєю чергою, вбачає аналогії з творчістю Роберта Раушенберга. Віолетт підкреслює, що дроун-метал — це не лише звукове, а й тілесне явище, яке справляє фізичний вплив. О'Меллі також висловлював захоплення творчістю письменника Кормака Маккарті та скульптора Річарда Серри. У проєкті Essentialist Ріса Чатема використовувалися відеопроєкції Роберта Лонго. У фільмі Джима Джармуша Межі контролю (2009) звучить музика кількох дроун-метал гуртів. Сам Джармуш зазначив: «Мені близькі ті візуальні пейзажі, які вони створюють. Вони справді надихнули мене на багато ідей для цього фільму… Коли я пишу, я слухаю музику, що допомагає мені зануритися в уявний світ. Boris, Sunn O))) та Earth дуже допомогли мені віднайти цей внутрішній простір».